# 內轆慶福寺
23°56′12″N 120°41′19″E / 23.936531°N 120.688574°E
內轆慶福寺，是位於臺灣南投縣南投市內新里的慚愧祖師廟。

## 沿革

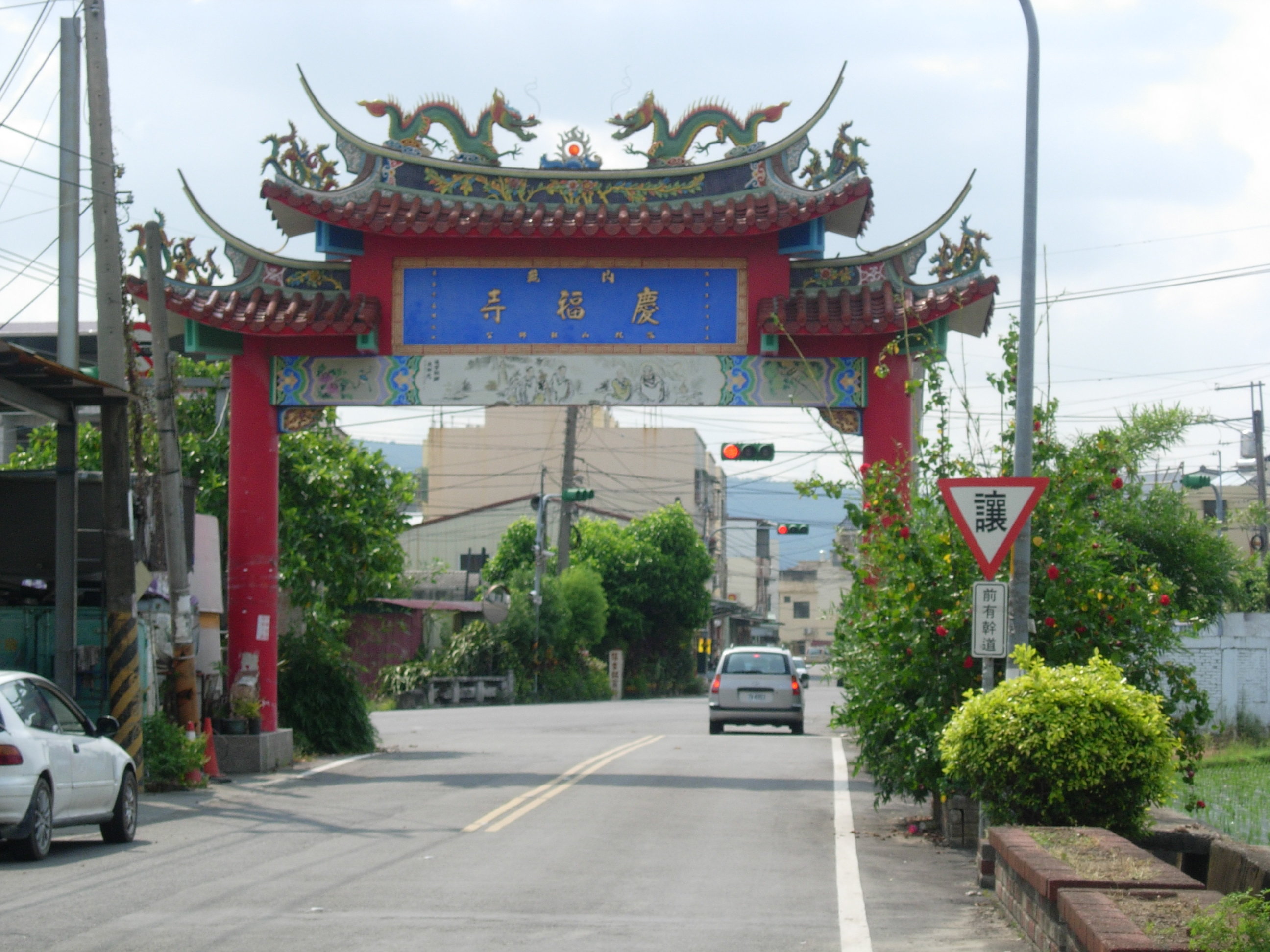
內轆聚落北側路口內轆慶福寺牌樓（由裡往外拍攝）。該牌樓於2023年5月，因貨櫃車撞擊事故而倒塌

清治時期，漳州移民來到今屬於南投市的番仔寮瀨開墾，並建立主祀慚愧祖師的小祠，後光緒三年（1877年）十月，由呂氏先民將其神像帶到內轆，翌年（1878年）七月始由醵貲建寺。獻廟地者為曾馨瑩的曾姓祖先，他們在一旁建有名為「追遠堂」的曾家宗祠。相傳獻地原因是一名曾姓先民在考武舉時， 臨行前長輩訓教參拜慚愧祖師必會中舉，到了射箭考試時神明讓箭驅箭中靶，果真高中武秀才，當即許願捐地。
皇民化運動時，內轆中保保正劉福南、與日警劉國端，拆毀此寺改闢公園，並將神像遷至中營民宅奉祀。戰後由居民曾火、曾楸楊等首倡，利用原有舊材，於1948年在原址重建，同年農曆十月廿八竣工，日後逐漸增建廂房、鑼鼓樓、戲台、金亭等。
九二一地震受損，經三年餘修復，2003年4月24日由寺主委曾亮吉主持入火儀式。
今址為南投市內新里南營路180號，地方俗稱「內轆祖師公廟」。此廟與貓羅溪對岸的祖玄宮均供奉祖慚愧祖師，因此跨河的橋名為「祖師橋」。
2023年5月20日，一部貨櫃車行經慶福寺南營路牌樓，疑似因貨櫃太高撞到牌樓，導致牌樓倒塌並壓毀貨櫃車車頭，副駕駛不治身亡。

## 祭祀
慶福寺為中興新村地區內新、內興兩里的宗教文化信仰中心。南投所祭祀的慚愧祖師為三神信仰，其中通曉法術的潘達明被信徒尊稱「三公」。此寺所主祀的就是慚愧三祖師，並以農曆十月廿八為三公聖誕。1995年間，增奉媽祖、千里眼、順風耳、註生娘娘等神明。
元宵節時會舉行稱為「攢元燈」民俗活動，以求生男丁。
2020年中國國民黨總統提名選舉期間，候選人郭台銘於2019年6月17日與妻子曾馨瑩回南投娘家，除了解出資興建的棒球場，跟產業代表座談，還來到慶福寺祭拜。